# Grubogonik
Grubogonik (Sminthopsis) – rodzaj ssaków z podrodziny grubogoników (Sminthopsinae) w obrębie rodziny niełazowatych (Dasyuridae).

## Rozmieszczenie geograficzne
Rodzaj obejmuje gatunki występujące w Australii i południowo-wschodniej Papui-Nowej Gwinei.

## Charakterystyka
Długość ciała (bez ogona) 5,2–13,5 cm, długość ogona 4–13,5 cm; masa ciała 10–70 g; samce są większe i cięższe od samic. Większość gatunków w okresie suszy gromadzi tłuszcz w nasadzie ogona (stąd nazwa grubogoniki).

## Systematyka
Rodzaj zdefiniował w 1845 roku angielski przyrodnik John Gould w książce swojego autorstwa o tytule Ssaki Australii, jednak nadana przez niego nazwa Podabrus okazała się zajęta przez rodzaj chrząszczy, który opisał w 1821 roku niemiecki przyrodnik Johann Fischer von Waldheim; nową nazwę dla rodzaju torbaczy ukuł w 1887 angielski zoolog Oldfield Thomas. Gatunkiem typowym jest (oznaczenie monotypowe) grubogonik australijski (S. crassicaudata).

### Etymologia
- Podabrus: gr. ποδαβρος ‘o delikatnych nogach’[8].
- Sminthopsis: gr. σμινθος sminthos ‘mysz’; οψις opsis ‘wygląd’[9].

### Podział systematyczny
Do rodzaju należą następujące gatunki:
| Grafika | Gatunek                   | Autor i rok opisu                         | Nazwa zwyczajowa                  | Podgatunki         | Rozmieszczenie geograficzne | Podstawowe wymiary                                | Status IUCN |
| ------- | ------------------------- | ----------------------------------------- | --------------------------------- | ------------------ | --- | ------------------------------------------------- | ----------- |
|         | Sminthopsis granulipes    | Troughton, 1932                           | grubogonik białoogonowy           | gatunek monotypowy | endemit Australii: południowo-zachodnia Australia Zachodnia (obszary Avon, Mallee, Coolgardie, Esperance Plains i Geraldton)                                                                                | DC: 6,9–8,8 cm DO: 5,6–6,6 cm MC: 18–37 g         | LC          |
|         | Sminthopsis youngsoni     | N.L. McKenzie & M. Archer, 1982           | grubogonik ciemny                 | gatunek monotypowy | endemit Australii: subtropikalne suche obszary Australii Zachodniej, południowego Terytorium Północnego, południowo-zachodniego Queenslandu i skrajnie północnej Australii Południowej                      | DC: 6,6–7,1 cm DO: 6,2–6,8 cm MC: 8,5–12 g        | LC          |
|         | Sminthopsis hirtipes      | O. Thomas, 1898                           | grubogonik włosonogi              | gatunek monotypowy | endemit Australii: suche i półsuche obszary od Australii Zachodniej do południowo-zachodniego Queenslandu; także półwysep Eyre’a, południowa Australia Południowa                                           | DC: 7,2–8,3 cm DO: 7,2–10,1 cm MC: 13–19,5 g      | LC          |
|         | Sminthopsis psammophila   | W.B. Spencer, 1895                        | grubogonik piaskowy               | gatunek monotypowy | endemit Australii: południowa Australia Zachodnia (południowo-zachodnia Wielka Pustynia Wiktorii) oraz południowa Australia Południowa (rezerwaty Nullarbor, Yellabinna oraz półwysep Eyre’a)               | DC: 8,5–11,4 cm DO: 10,6–13,3 cm MC: 25–55 g      | VU          |
|         | Sminthopsis leucopus      | (J.E. Gray, 1842)                         | grubogonik białostopy             | 2 podgatunki       | endemit Australii: północno-wschodni Queensland, południowo-zachodnia Nowa Południowa Walia, południowa Wiktoria i Tasmania; zakres wysokości: 0–810 m n.p.m.                                               | DC: 6,7–11,7 cm DO: 6,7–10 cm MC: 16–32 g         | LC          |
|         | Sminthopsis archeri       | Van Dyck, 1986                            | grubogonik kasztanowy             | gatunek monotypowy | Papua-Nowa Gwinea (południowa Prowincja Zachodnia) i północno-wschodnia Australia (północny Queensland); zakres wysokości: 0–1000 m n.p.m.                                                                  | DC: 8,3–10,7 cm DO: 8,2–10,5 cm MC: 12–16 g       | DD          |
|         | Sminthopsis butleri       | M. Archer, 1979                           | grubogonik tropikalny             | gatunek monotypowy | endemit Australii: Australia Zachodnia (Kulamburu, obszar wyżyny Kimberley) i Terytorium Północne (wyspy Bathurst i Melville’a)                                                                             | DC: około 8,8 cm DO: około 9 cm MC: 15–30 g       | VU          |
|         | Sminthopsis murina        | (G.R. Waterhouse, 1838)                   | grubogonik pospolity              | 2 podgatunki       | endemit Australii: wschodni Queensland (wraz z Wielką Wyspą Piaszczystą), Nowa Południowa Walia, Wiktoria oraz wschodnia i południowo-wschodnia Australia Południowa                                        | DC: 6,4–10,4 cm DO: 6,8–9,9 cm MC: 10–28 g        | LC          |
|         | Sminthopsis gilberti      | D.J. Kitchener, Stoddart & J. Henry, 1984 | grubogonik zachodnio-australijski | gatunek monotypowy | endemit Australii: południowa Australia Zachodnia (od skarpy Darling przez środkową i południową część regionu Wheatbelt; Roe Plain na południe do Nullarbor Plain); zakres wysokości: poniżej 600 m n.p.m. | DC: 8,1–9,2 cm DO: 7,5–9,2 cm MC: 14–25 g         | LC          |
|         | Sminthopsis ooldea        | Troughton, 1965                           | grubogonik mysi                   | gatunek monotypowy | endemit Australii: Australia Zachodnia, Terytorium Północne i Australia Południowa | DC: 5,5–8,5 cm DO: 6–9,5 cm MC: 8–17 g            | LC          |
|         | Sminthopsis dolichura     | D.J. Kitchener, Stoddart & J. Henry, 1984 | grubogonik sucholubny             | gatunek monotypowy | endemit Australii: półsuche i suche miejscowości w południowo-zachodniej Australii Zachodniej oraz Australii Południowej                                                                                    | DC: 6,3–9,9 cm DO: 8,4–10,9 cm MC: 10–21 g        | LC          |
|         | Sminthopsis fuliginosa    | (J. Gould, 1852)                          | gruboogonik szarobrzuchy          | 3 podgatunki       | endemit Australii: południowo-zachodnia Australia Zachodnia (wraz z wyspą Boullanger) oraz południowa Australia Południowa (półwysep Eyre’a i Wyspa Kangura)                                                | DC: 6,5–9,4 cm DO: 6,5–10,6 cm MC: 14–25 g        | NE          |
|         | Sminthopsis crassicaudata | (J. Gould, 1844)                          | grubogonik australijski           | 2 podgatunki       | endemit Australii: mniej suche obszary w Australii Zachodniej, Queenslandzie, Australii Południowej, Nowej Południowej Walii i Wiktorii                                                                     | DC: 6–9 cm DO: 4–7 cm MC: 10 20g                  | LC          |
|         | Sminthopsis bindi         | Van Dyck, Woinarski & Press, 1994         | grubogonik rudawy                 | gatunek monotypowy | endemit Australii: obszar Top End (Park Narodowy Kakadu) w Terytorium Północnym | DC: 5,2–8,4 cm DO: 6,1–10,5 cm MC: 12–20 g        | NT          |
|         | Sminthopsis macroura      | (J. Gould, 1845)                          | grubogonik pustynny               | gatunek monotypowy | endemit Australii: Australia Zachodnia, Terytorium Północne, Queensland, Nowa Południowa Walia i Australia Południowa                                                                                       | DC: 7–10 cm DO: 8–11 cm MC: 15–25 g               | LC          |
|         | Sminthopsis froggatti     | (E.P. Ramsay, 1887)                       |                                   | gatunek monotypowy | endemit Australii: obszar wyżyny Kimberley w północnym Terytorium Północnym | DC: około 7,3 cm DO: około 7,1 cm MC: brak danych | NE          |
|         | Sminthopsis stalkeri      | O. Thomas, 1906                           |                                   | gatunek monotypowy | ndemit Australii: Terytorium Północne i Queensland | DC: 7–10 cm DO: 8–11 cm MC: 15–25 g               | NE          |
|         | Sminthopsis virginiae     | (de Tarragon, 1847)                       | grubogonik rdzawolicy             | 2 podgatunki       | Australia (północno-wschodni Queensland) oraz Papua-Nowa Gwinea (obszar Trans-Fly i Prowincja Centralna na Nowej Gwinei) oraz Indonezja (Wyspy Aru)                                                         | DC: 7,3–11 cm DO: 8,4–12 cm MC: 10,5–45 g         | LC          |
|         | Sminthopsis nitela        | R. Collett, 1897                          |                                   | gatunek monotypowy | endemit Australii: północna Australia Zachodnia i północne Terytorium Północne włącznie z Wyspami Tiwi (wyspy Melville’a i Bathurst)                                                                        | DC: 9,3–11,5 cm DO: 9,7–11,9 cm MC: 18–55 g       | NE          |
|         | Sminthopsis douglasi      | M. Archer, 1979                           | grubogonik brązowy                | gatunek monotypowy | endemit Australii: trawiaste wzgórza pomiędzy Julia Creek a Richmond w północno-zachodnim Queenslandzie | DC: 11–13,5 cm DO: 11–13 cm MC: 40–70 g           | NT          |

Kategorie IUCN:  LC  – gatunek najmniejszej troski,  NT  – gatunek bliski zagrożenia,  VU  – gatunek narażony,  DD  – gatunki o nieokreślonym stopniu zagrożenia;  NE  – gatunki niepoddane jeszcze ocenie.
Opisano również gatunek wymarły z pliocenu i plejstocenu Australii:
- Sminthopsis floravillensis M. Archer, 1982